# Penkules pagasts
Penkules pagasts er en territorial enhed i Dobeles novads i Letland. Pagasten havde 1.058 indbyggere i 2010 og omfatter et areal på 74,09 kvadratkilometer. Hovedbyen i pagasten er Penkule.